# Hvozd (stavba)

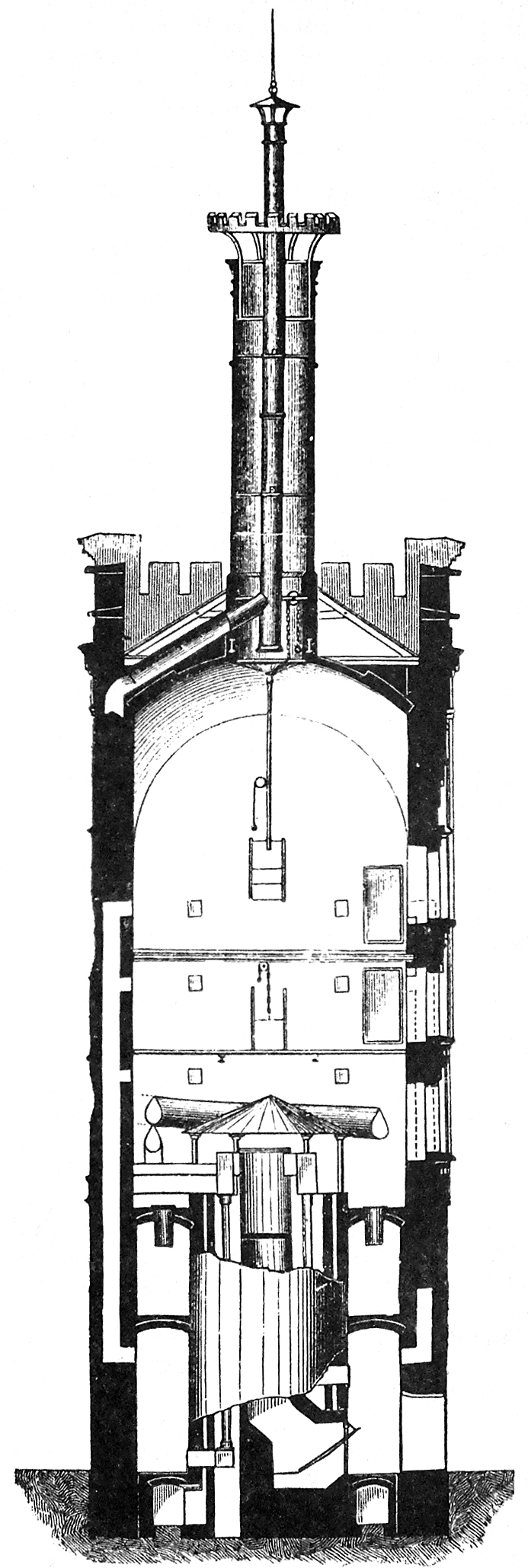
Průřez hvozdem; Ottův slovník naučný

Hvozd v pivovarnictví je zařízení, které slouží k odsušení surového sladu – takzvanému hvozdění.
Jedná se o věžovitou stavbu, v jejíž spodní části je zdroj tepla, nad kterým se nejčastěji ve dvou patrech suší naklíčený ječmen. Celá budova vrcholí komínem s nástavcem zvaným „klobouk pana starého“.
Původní hvozd, takzvaný kouřový, byl podlouhlou klenutou místností s několika komíny. Kolem otevřeného ohniště uprostřed místnosti stály většinou čtyři zídky „valachy“ s položenými lískami, na kterých se sušilo kouřem; později byla pec v přilehlé místnosti.
Postup hvozdění jako vzdušný proces bez kouře se objevil až s příchodem takzvaných průmyslových pivovarů v první polovině 19. století.